# Il redivivo tiburtino
Il redivivo tiburtino è un romanzo autobiografico di Dante Corneli pubblicato nel 1974.

## Trama
L'opera autobiografica descrive la permanenza del protagonista, Dante Corneli, nell'Unione Sovietica dal 1923 al 1970. Fuggito da Tivoli, dopo aver ucciso un fascista, prima in bicicletta e poi in treno, raggiunge Vienna, grazie all'aiuto di altri comunisti e non. Qui rimane per tre mesi dopodiché si sposta a Berlino ed infine, in treno arriva a Mosca. Già dal primo giorno del suo arrivo nella capitale sovietica si rende conto della realtà difficile in cui vive la popolazione moscovita, e quello stesso giorno subisce in tram un tentativo di borseggio. A questa realtà Corneli si adatterà con impegno, ma essa col passare del tempo genererà in lui idee nuove a riguardo del Sistema Sovietico che, come lui, tanti altri stranieri aveva attratto quale patria degli ideali comunisti realizzati.
Ben presto si rende conto che in Russia il potere operaio non esiste e che a comandare sono i dirigenti del partito dislocati in tutte le fabbriche ed i luoghi di lavoro organizzato. Afferma che "il controllo operaio e le procedure democratiche finirono con l'essere considerati intralci all'attività dei direttori e dei dirigenti".
A Mosca lavora come operaio in una fabbrica di mobili e condivide una stanza con un operaio russo in una kommunalka, casa con cucina e bagno in comune abitata da diverse famiglie. Frequenta altri italiani, tra cui Gramsci, con i quali organizza incontri politici e sente parlare i più alti dirigenti del partito bolscevico come Trockij, Zinov'ev, Kamenev.
Nel 1923 accetta la proposta di lavorare in una cartiera nella città di Dobrush. Nella cartiera, dove solo una decina di dirigenti apparteneva al partito, quasi duemila tra impiegati, personale tecnico e operai non erano dalla parte del partito comunista. Tuttavia il personale dirigente provava una certa avversione per Corneli tant'è che nel 1924 Dante torna a Mosca dove trova lavoro in un mobilificio nel centro della città. Le cose sembrano andare meglio con il diffondersi del commercio libero che porta però all'arricchimento di alcune categorie rispetto ad altre e all'affermarsi di una nuova classe borghese.
A Mosca, dove frequenta una scuola politica in cui danno lezione anche i più importanti esponenti del partito bolscevico, conosce Lidia, una giovane russa che sposerà nel 1925 prima di trasferirsi a Rostov dove viene mandato dal Comitato centrale. Qui, nonostante la presenza di una forte classe operaia, trova che la maggioranza della popolazione contadina attorno alla città è avversa al regime sovietico. Gli viene affidato l'incarico di istruttore del Comitato del rione Proletario e lavora, con l'incarico di presidente del Comitato di fabbrica, in uno stabilimento di produzione di macchine agricole.
Nel 1926 si attiva per creare squadre di lavoratori d'assalto, operai che dovevano, con il sistema dell'emulazione, giustificare la maggiorazione delle quote di cottimo voluta dalla Direzione. Nel contempo però prende posizione in nome di una maggior democrazia nelle fabbriche e si defila dalla politica salvo poi, nel 1929, ritrattare e riprendere la tessera del partito. Diventa direttore dei Consigli di produzione e partecipa alle operazioni di collettivizzazione forzata dei villaggi e delle fattorie. 
Nel 1932, poiché un funzionario di partito gli rimprovera scarso impegno nello svolgere il compito di presidente del Comitato di fabbrica, lascia Rostov e torna a Mosca. Qui si occupa, nella Scuola politica dei popoli occidentali, di insegnare ai giovani comunisti italiani inviati in Russia dal PCI. Lascia la scuola perché cade in disgrazia lo storico Jaroslavskij, marito della direttrice della scuola stessa e viene assunto come disegnatore alla direzione generale delle opere idrauliche. Viaggia nell'Asia centrale ma si ritrova improvvisamente senza lavoro per malintesi tra dirigenti.
Nel 1934 entra a lavorare in una fabbrica di cuscinetti a sfera a Mosca ma nel 1936 subisce l'arresto: prelevato da casa, dove lascia la moglie ed il figlio Leonida, viene incarcerato per qualche mese e poi inviato al gulag delle miniere di Vorkuta a nord del Circolo polare artico, dove arriva dopo un lungo viaggio in treno, in nave e infine su un barcone per il carbone. Qui, oltre alle decimazioni causate dalle estreme condizioni di vita, con pessima alimentazione e scarsa igiene, si aggiungono quelle dovute alle esecuzioni sommarie. Lavora nell'officina meccanica dove ha modo di mettere a frutto il proprio ingegno inventivo ma nel 1939, allo scadere del periodo di deportazione, i termini di detenzione vengono prorogati di cinque anni a causa dello scoppio della seconda guerra mondiale.
Nel 1942 viene trasferito in un campo sanitario e da qui, dopo un lungo viaggio in battello, a Kozmes, in una grande fattoria dove le condizioni di vita sono migliori e dove convivono deportati e uomini liberi con famiglie. Grazie alle sue capacità trova impiego nell'officina agricola, si fa nuovi amici e amiche e qui rimane fino al 1946 quando viene destinato al confino illimitato a Kanin Nos, una cittadina in riva al fiume Peciora dove cerca di riallacciare i rapporti con la famiglia.
Ottiene il trasferimento nel villaggio di Golizino nella regione di Penza a sud est di Mosca, dove abitano la moglie e il figlio che rivede dopo undici anni. Riacquistata la serenità vivendo con la famiglia nell'isba da lui rimessa a nuovo, trova lavoro nella fabbrica locale di macchine agricole. Nel febbraio del 1949 viene però nuovamente arrestato e destinato al confino illimitato in una regione lontana con la possibilità di farsi raggiungere dai familiari. Intanto la moglie perde il bimbo di cui era incinta, ma dopo pochi mesi raggiunge il marito, assieme al loro figlio, nella città di Igarka sul fiume Jenisei dove intanto Corneli ha trovato un buon lavoro ed ha acquistato una casa.
Nel 1954 dopo la morte di Stalin, venduta la casa, lascia con la famiglia il nord e si trasferisce a Momotovo, vicino a Krasnoyarks, dove acquista una casetta malandata che ricostruisce a sue spese. Grazie ad un funzionario ottiene la cittadinanza sovietica e la piena riabilitazione. Scrive ai parenti in Italia da cui ha una prima risposta. 
Nel 1960 lascia la Siberia e si trasferisce in Ucraina. Dopo vari contatti e lungaggini burocratiche nel 1965 torna per la prima volta in Italia. La seconda nel 1967, con la moglie; la terza volta, da solo e definitivamente, nel 1970.

## L'opera
All'inizio degli anni 1970 il testo viene rifiutato inspiegabilmente (se non per ragioni legate al processo del compromesso storico in atto in quegli anni tra la sinistra e la DC, partito di governo) da editori vicini alla sinistra come Rizzoli e Mondadori, ma anche, ancora più inspiegabilmente, da Rusconi allora vicino alla destra.  Viene accettato da La Pietra, una casa editrice legata alla sinistra, che nel 1974 pubblica un testo apparentemente in controtendenza, ma che invece risulta ridimensionato e strumentalizzato per fini ideologici. Infatti, nel tentativo di edulcorare la triste realtà dei crimini sovietici, l'editore colloca in quarta di copertina una nota che manipola l'esperienza di Corneli sminuendo quella che è innanzitutto una testimonianza scomoda e presentandola come esperienza di un comunista autentico che, nonostante gli anni nei campi di lavoro stalinisti, ha mantenuto la fede politica dell'inizio.
In appendice all'edizione di Liberal Libri del 2000, curata da Antonio Carioti, alcune considerazioni dello stesso autore, la nota all'edizione del 1974 e lettere sue e di esponenti del PCI fanno capire con maggior chiarezza la sostanza di quest'opera: il diario di un'odissea infinita, che rattrista per la quantità di disagi e patimenti che un sistema totalitario ha potuto infliggere ad un uomo per più di vent'anni. In questo percorso moltissimi nomi di persone che hanno patito la stessa sorte costellano il testo a testimoniare la coralità di una situazione che Corneli tiene a rappresentare: una grande massa di persone strettamente controllata dalla rete implacabile del potere stalinista che colpisce, registra e non dimentica.
Una testimonianza scritta che in più passaggi svela come il comunismo staliniano, che ha eliminato, talora senza processo, anche le sue figure più intelligenti, sia stato fondamentalmente animato da un'assenza di valori umani profondi e abbia rivelato una sfrenata smania di potere da parte di tutti coloro che l'hanno attuato.

## Edizioni
- Dante Corneli, Il redivivo tiburtino, nuova edizione a cura di Antonio Carioti, Liberal Libri, 2000,  p. 296, ISBN 8882700275.